# Aleksej Fjodorovitsj Orlov
Aleksej Fjodorovitsj Orlov (Russisch: Алексей Фёдорович Орлов) (Moskou, 19 oktober 1787 - Sint-Petersburg, 21 mei 1862) was een Russisch militair, diplomaat en politicus. De bastaard van graaf Fjodor Grigorjevitsj Orlov koos een loopbaan in het leger en maakte de gevechten tegen Frankrijk in de opeenvolgende Frans-Russische oorlogen van na 1805 mee. Hij maakte deel uit van de Russische cavalerie die in 1813 Parijs bezette.
Tijdens de Dekabristenopstand van 1825 koos hij met zijn regiment bereden lijfgardisten de zijde van de tsaar, die hem met een grafelijke titel beloonde. In de Russisch-Turkse Oorlog (1828-1829) maakte hij verder carrière en werd hij tot luitenant-generaal benoemd.
De tsaar benoemde Orlov tot zijn gevolmachtigde bij het Verdrag van Adrianopel en benoemde Orlov in 1833 tot ambassadeur in Constantinopel. Merkwaardig genoeg combineerde hij deze functie met het opperbevel over de Russische vloot in de Zwarte Zee.
Orlov bezat het volledige vertrouwen van tsaar Nicolaas I van Rusland, die hij begeleidde op buitenlandse bezoeken en voor wie hij de beruchte, allesbeheersende, geheime politie leidde.
Op 11 juni 1844 verleende koning Willem II der Nederlanden hem het commandeurskruis van de Militaire Willems-Orde.
In 1854 werd hij op een diplomatieke missie naar Oostenrijk gestuurd. De tsaar drong aan op een Russisch-Oostenrijks bondgenootschap. Keizer Frans Jozef was niet bereid om aandacht aan politiek te besteden omdat hij tot over zijn oren verliefd was op Elisabeth van Oostenrijk-Hongarije. In het autocratische Oostenrijk was geen politicus van het formaat van Von Metternich te vinden die wél een buitenlands beleid kon of durfde te formuleren en de missie mislukte dan ook. Rusland stond in de Krimoorlog alleen en zou Oostenrijk op haar beurt niet steunen toen Pruisen dat land in 1866 aanviel.
In 1856 was Orlov een van de gevolmachtigden die de Vrede van Parijs tussen Rusland en de verbonden machten Frankrijk, Engeland, Piëmont-Sardinië en Turkije moest sluiten.
De tsaar maakte hem nu knjaz, dat vaak met 'prins' vertaald wordt. Orlov werd voorzitter van de ministerraad en de Staatsraad. In 1857 vergaderde het kabinet onder zijn leiding over de wens van de tsaar om het lijfeigenschap in Rusland af te schaffen. De reactionaire Orlov was tegen, maar tsaar Alexander II van Rusland zette de emancipatie door.

## Familie
Orlov was getrouwd met Olga Aleksandrovna en had met haar een zoon, Nikolaj Aleksejevitsj Orlov.

## Onderscheidingen
- Orde van Sint-Andreas de Eerstgeroepene
- Ridder in de Alexander Nevski-orde
- Grootkruis in de Orde van Sint-Anna
- Grootkruis in de Orde van Sint-Vladimir
- Orde van Sint-George
- Ridder in de Orde van de Zwarte Adelaar
- IJzeren Kruis 1813, 1e klasse en 2e klasse

- Bibliothèque nationale de France: cb17118109t (data)
- Gemeinsame Normdatei: 129901717
- International Standard Name Identifier: 0000 0000 1705 1489
- Virtual International Authority File: 60175004
- WorldCat: E39PBJp6b8BWd9V78KP3JJK8G3